# Cleoeromene
Cleoeromene és un gènere monotípic d'arnes de la família Crambidae descrit per David E. Gaskin el 1986. Conté només una espècie, Cleoeromene smithi, descrita per Herbert Druce el 1896, que es troba al sud-oest de Mèxic, incloent Guerrero.
L'envergadura és de 15 a 17 mm.